# Klaus Lukas
Klaus Lukas (ur. 1 listopada 1938 w Klagenfurcie) – austriacki polityk i przedsiębiorca, deputowany do Parlamentu Europejskiego IV kadencji.

## Życiorys
W 1960 ukończył studia prawnicze na Uniwersytecie Wiedeńskim. Od 1961 zawodowo związany z austriacką izbą gospodarczą (Wirtschaftskammer Österreich). W latach 1963–1987 był delegatem handlowym kolejno w Kairze, Bejrucie, Luandzie, Montrealu i Paryżu. Od 1978 pełnił jednocześnie funkcję przedstawiciela Austrii w Międzynarodowej Izbie Handlowej. W latach 1987–1995 jako dyrektor generalny zarządzał austriacką narodową organizacją turystyczną (Österreich Werbung).
W 1995 z ramienia Wolnościowej Partii Austrii został wybrany do Rady Narodowej XX kadencji. Przeszedł jednak do pracy w Parlamencie Europejskim w ramach delegacji krajowej. W pierwszych po akcesie Austrii do Unii Europejskiej wyborach do PE w 1996 utrzymał mandat eurodeputowanego, który wykonywał do 1999, pozostając deputowanym niezrzeszonym.